# Okres Békéscsaba
Okres Békéscsaba (maďarsky Békéscsabai járás) je okres v Maďarsku v župě Békés. Jeho správním centrem je město Békéscsaba.

## Sídla
Města
- Békéscsaba
- Csorvás
- Újkígyós

Městyse
- Doboz

Obce
- Csabaszabadi
- Gerendás
- Kétsoprony
- Szabadkígyós
- Telekgerendás